# Distrikt Lari
Der Distrikt Lari liegt in der Provinz Caylloma in der Region Arequipa in Südwest-Peru. Der Distrikt hat eine Fläche von 389 km². Beim Zensus 2017 wurden 904 Einwohner gezählt. Im Jahr 1993 lag die Einwohnerzahl bei 1255, im Jahr 2007 bei 1373. Die Distriktverwaltung befindet sich in der 3330 m hoch gelegenen Ortschaft Lari mit 849 Einwohnern (Stand 2017). Lari liegt 18 km westnordwestlich der Provinzhauptstadt Chivay.

## Geographische Lage
Der Distrikt Lari liegt in der Cordillera Volcánica am Nordufer des nach Westen fließenden Río Colca. Die maximale Längsausdehnung in SSW-NNO-Richtung beträgt etwa 32 km. Die kontinentale Wasserscheide verläuft etwa mittig in Ost-West-Richtung. Im äußersten Westen erhebt sich der 5550 m hohe Surihuiri, zentral der 5170 m hohe Nevado Quehuisha sowie im äußersten Osten der bekannte Vulkan Nevado Mismi mit einer Höhe von 5597 m. Das nördlich dieses Gebirgskamms gelegene Gebiet wird über den Río Hornillos, einen Zufluss des Río Apurímac, entwässert. Am Fuße der beiden letztgenannten Berge befinden sich Quellen, die als die von der Amazonas-Mündung am weitest entfernten gelten.
Der Distrikt Lari grenzt im Südwesten an den Distrikt Madrigal, im Westen an den Distrikt Tapay, im Norden an den Distrikt Caylloma, im Nordosten an den Distrikt Tuti, im Südosten an den Distrikt Ichupampa sowie im Süden an den Distrikt Maca.